# Fontaine-la-Mallet
Fontaine-la-Mallet è un comune francese di 2 792 abitanti situato nel dipartimento della Senna Marittima nella regione della Normandia.

## Società

### Evoluzione demografica
Abitanti censiti